# Oradea
Oradea (madžarsko Nagyvárad, nemško Großwardein; starinsko slovensko Veliki Varadin) je mesto z okoli 200.000 prebivalci v severozahodni Romuniji, upravni sedež okrožja Bihor. 
Je osrednje mesto zgodovinske pokrajine Krišane (Crișana). Leži v dolini reke Hitri Kriš (Crișul Repede), kjer le-ta iz hribovja Bihor izstopi v Panonsko nižino. Hitri Kriš teče skozi središče mesta. Oradea je 12 kilometrov oddaljena od Borșa, enega prometnejših mejnih prehodov z Madžarsko.
Mesto je v virih prvič omenjeno kot Varadinum leta 1113. Leta 1241 so ga opustošili Mongoli. V 14. in 15. stoletju se je razvilo v duhu renesanse; med drugim je v njem deloval eden prvih evropskih observatorijev, katerega astronomi so njegovo lego uporabljali kot ničelni poldnevnik. V letih 1660–1692 je bilo pod osmansko oblastjo. Po povratku pod ogrsko oblast so mesto obnovili v baročnem slogu. Od konca prve svetovne vojne mesto pripada Romuniji, z izjemo obdobja 1940–1945, ko ga je zasedala Madžarska.
Je regionalno kulturno in gospodarsko središče ter eno najpremožnejših romunskih mest. V zadnjih letih se razvija turizem, predvsem po zaslugi art nouveau arhitekture z začetka 20. stoletja in termalnih vrelcev v okolici mesta.

## Prebivalstvo
Ob popisu prebivalstva leta 2011 je občina Oradea imela 196 367 prebivalcev, kar je okoli 10 000 manj, kot so jih zabeležili na prejšnjem popisu 2002. Etnična sestava je bila naslednja:
- Romuni: 132 718 (67,59 %)
- Madžari: 45 305 (23,07 %)
- Romi: 2132 (1,08 %)
- Slovaki: 425 (0,22 %)
- Nemci: 336 (0,17 %)
- drugi in neopredeljeni: 15 451 (7,87 %)

Mesto je zgodovinsko imelo avtohtono madžarsko, nemško in judovsko skupnost. Nemška skupnost v Oradei datira v 18. stoletje in so jo sestavljali predvsem Švabi in Sasi, kot tudi Avstrijci. Ob koncu 19. stoletja je v mestu živelo okoli 1400 Nemcev, njihovo število pa je upadlo po koncu druge svetovne vojne, ko je Romunija številne etnične Nemce deportirala v Sovjetsko zvezo. Judje so pravico bivanja in trgovanja v kateremkoli predelu mesta dobili v prvi polovici 19. stoletja, v začetku 20. stoletja pa so se vzpeli v mestni hierarhiji. V drugi svetovni vojni je madžarska kolaborantska oblast varadinske Jude odrinila na družbeni rob; spomladi 1944 po nemškem posredovanju jih je zaprla v geto, nato pa večino deportirala v koncentracijska taborišča. Madžarska skupnost v Oradei je tretja največja v Romuniji, za Târgu Mureșem in Cluj Napoco. V mestu delujejo številne šole, kulturne ustanove in mediji v madžarskem jeziku.